# اره‌بال فانتی
اره‌بال فانتی (نام علمی: Psalidoprocne obscura) نام یک گونه از سرده اره‌بال است.